# Kambodzsai Népköztársaság
A Kambodzsai Népköztársaságot (KNK) Kambodzsában a Kambodzsai Egyesült Front a Nemzeti Megmentésért alapította, egy olyan kambodzsai kommunista csoport, amely elégedetlen volt a Vörös Khmerekkel, mivel azok elnyomóan uralkodtak, és Pol Pot kormányának, a Demokratikus Kambodzsának a megdöntése után disszidáltak. A Vörös Khmerek seregeit szétverő vietnámi invázió hozta létre, és fő szövetségesei Vietnám és a Szovjetunió voltak.
A KNK-nak nem sikerült megszereznie az ENSZ jóváhagyását Kína, az Egyesült Királyság, az Egyesült Államok és az ASEAN-országok diplomáciai beavatkozása miatt. Az ENSZ-ben Kambodzsa helyét a Demokratikus Kambodzsa koalíciós kormánya foglalta el, amely a Vörös Khmerek két nemkommunista gerillacsoporttal koalícióban. A KNK-t azonban 1979 és 1993 között Kambodzsa de facto kormányának tekintették, bár a szovjet blokkon kívül korlátozott nemzetközi elismeréssel.
1989 májusától kezdve a KNK visszaállította a Kambodzsa nevet, átnevezve az országot Kambodzsai Államnak (KÁ), fennállásának utolsó négy évében, hogy megpróbálja megnyerni a nemzetközi szimpátiát, azonban megtartotta vezetésének nagy részét és az egypárti struktúrát, miközben átmenetet hajtott végre, és végül átadta helyét a Kambodzsai Királyság helyreállításának. A KNK/KÁ kommunista államként létezett 1979-től 1991-ig, addig az évig, amikor az uralkodó egypárt feladta marxista-leninista ideológiáját.
A vietnámi ellenőrzés alatt álló KNK-t a Vörös Khmerek uralma által az ország intézményeinek, infrastruktúrájának és értelmiségének totális pusztulása után hozták létre.

## Történelmi előzmények
A KNK 1979 januárjában jött létre egy folyamat eredményeként, amely a Vörös Khmerek háborúskodásával kezdődött.

### A Vörös Khmer Vietnám ellen fordul
Kezdetben a kommunista Észak-Vietnam a Vörös Khmerek erős szövetségese volt, amikor az 1970-1975 közötti polgárháborúban Lon Nol khmer köztársasága ellen harcolt. Csak miután a Vörös Khmerek átvették a hatalmat, kezdtek elmérgesedni a dolgok, amikor 1975. május 1-jén (egy nappal Saigon bukása után) a Vörös Khmerek katonái megtámadták Phú Quốc és Tho Chau szigeteit, több mint ötszáz vietnami civilt megölve; a támadást követően a szigeteket Hanoi gyorsan visszafoglalta. A vietnámiak első reakciói már ekkor is kétértelműek voltak, és Vietnámnak sokáig tartott, amíg erőteljesen reagált, mert az első impulzus a „családi szférán belüli” ügyek rendezése volt.
A Vörös Khmerek által elkövetett vietnámiak és szimpatizánsaik elleni mészárlások, valamint a vietnámi katolikus templomok lerombolása szórványosan zajlottak Kambodzsában a Demokratikus Kambodzsa rezsim alatt, különösen a keleti zónában 1978 májusa után. 1978 elejére a vietnámi vezetés úgy döntött, hogy támogatja a Pol Pot elleni belső ellenállást, és Kambodzsa keleti zónája a felkelések középpontjává vált. Eközben 1978 előrehaladtával a Vörös Khmerek harciassága a határ menti területeken meghaladta Hanoi tűrésküszöbét. A Vietnám elleni háborús hisztéria bizarr szinteket ért el a Demokratikus Kambodzsán belül, ahogy Pol Pot megpróbálta elterelni a figyelmet a véres belső tisztogatásokról.
1978 májusában, So Phim keleti zónás felkelésének előestéjén a phnompeni rádió kijelentette, hogy ha minden kambodzsai katona harminc vietnámi katonát öl meg, akkor mindössze 2 millió katonára lenne szükség a teljes, 50 milliós vietnámi lakosság megsemmisítéséhez. Úgy tűnik, hogy a phnompeni vezetést olyan hatalmas területi ambíciók fűtötték, hogy visszaszerezzék Kambodzsa Kromot, a Mekong-delta területét, amelyet khmer területnek tekintettek. Novemberben a Vörös Khmerek Vietnám-barát vezetője, Vorn Vet sikertelen államcsínyt indított, de letartóztatták, megkínozták és kivégezték. Az incidensek Kambodzsa összes határszakaszán eszkalálódtak. Immár több tízezer kambodzsai és vietnámi száműzött tartózkodott vietnámi területen, de Hanoi válasza sokáig késett.

### A Nemzeti Megmentési Front
A Kambodzsai Egyesült Front a Nemzeti Megmentésért (KEFNM) olyan szervezet volt, amely kulcsfontosságú szerepet játszott a Vörös Khmerek megdöntésében és a KNK/KÁ állam létrehozásában. Az Üdvfront kommunista és nem kommunista száműzöttek heterogén csoportja volt, akik elszántan harcoltak Pol Pot ellen és újjáépítették Kambodzsát. Heng Samrin és Pen Sovann, mindketten Vörös Khmer disszidensek vezetésével, a keleti zóna megtisztítása után a Vörös Khmerektől felszabadított zónában, a front megalakulását 1978. december 3-án jelentették be a Hanoi Rádióban.
Az Üdvfront tizennégy központi bizottsági tagja közül a két első számú vezető - Heng Samrin, az elnök és Joran Pollie, az alelnök - korábbi Kambodzsai Kommunista Párt (KKP)-tisztségviselők voltak; a többiek egykori khmer Issarak-, valamint khmer Viet Minh-tagok voltak, akik Vietnámban éltek száműzetésben. Ros Samay, a KEFNM főtitkára a KKP egykori személyzeti asszisztense volt egy katonai egységben.
A Demokratikus Kambodzsa kormánya nem vesztegette az időt, hogy elítélje a KEFNM-t, mint „vietnámi politikai szervezetet khmer név alatt”, mivel annak több kulcsfontosságú tagja a KKP-vel állt kapcsolatban. Annak ellenére, hogy a KEFNM vietnámi védelemre és a Szovjetunió hátsó támogatására szorult, azonnali sikert aratott a száműzetésben élő kambodzsaiak körében. Ez a szervezet a Vörös Khmerek uralmával szemben álló kambodzsai baloldaliak számára egy nagyon szükséges gyűjtőpontot jelentett, amely a népirtó rezsim üres elítélése helyett pozitív cselekvésre irányította az erőfeszítéseket. A KEFNM legitimációs keretet biztosított a Demokratikus Kambodzsa Vietnám általi inváziójához és az azt követő Hanoi-barát rendszer létrehozásához Phnompenben.

### Vietnámi invázió
A vietnámi döntéshozók végül a katonai megoldás mellett döntöttek, és 1978. december 22-én Vietnám megindította offenzíváját a Demokratikus Kambodzsa megdöntésének szándékával. Egy 120 000 fős inváziós erő, amely kombinált páncélos és gyalogos egységekből állt, erős tüzérségi támogatással, nyugati irányban bevonult Kambodzsa délkeleti tartományainak sík vidékére. Tizenhét napos villámháborút követően Phnompen 1979. január 7-én elesett az előrenyomuló vietnámiak előtt. A visszavonuló Demokratikus Kambodzsa Fegyveres Erői (KFE) és a Vörös Khmerek káderei rizstárolókat égettek fel, ami más okok mellett 1979 utolsó felében kezdődő és 1980 közepéig tartó súlyos éhínséget idézett elő Kambodzsa-szerte.
1979. január 1-jén az Üdvfront központi bizottsága kihirdette a „azonnali politikák” sorát, amelyet a Vörös Khmerek alól felszabadított területeken kellett alkalmazni. Először is megszüntették a kommunális konyhákat, és minden közösségbe néhány buddhista szerzetest vittek volna, hogy megnyugtassák az embereket. Egy másik ilyen politika az volt, hogy minden településen „népi önigazgatási bizottságokat” hoznak létre.
Ezek a bizottságok képezték volna az 1979. január 8-án elrendelt Kambodzsa Népi Forradalmi Tanács (KNFT) mint a KNK központi közigazgatási szervének alapvető igazgatási struktúráját. A KNFT a Heng Samrin-rezsim irányító szerve volt 1981. június 27-ig, amikor az új alkotmány előírta, hogy a helyébe egy újonnan megválasztott minisztertanács lépjen. Pen Sovann lett az új miniszterelnök. Három miniszterelnök-helyettes - Hun Sen, Chan Sy és Chea Soth - segítette őt.

## Fordítás
- Ez a szócikk részben vagy egészben  a   People's Republic of Kampuchea című angol Wikipédia-szócikk fordításán alapul.  Az eredeti cikk szerkesztőit annak laptörténete sorolja fel. Ez a jelzés csupán a megfogalmazás eredetét és a szerzői jogokat jelzi, nem szolgál a cikkben szereplő információk forrásmegjelöléseként.